# 파리니타
파리니타(Parineeta)는 인도에서 제작된 프라딥 사카르 감독의 2005년 드라마, 멜로/로맨스, 뮤지컬 영화이다. 사이프 알리 칸 등이 주연으로 출연하였다.

## 출연

### 주연
- 사이프 알리 칸
- 비드야 발란

### 조연
- 산제이 더트
- 라이마 센
- 디야 미르자
- 아치웃 포트다르
- 레카

## 제작진
- 원조: 비르 초프라
- 원조: 라지쿠마르 히라니
- 의상: 서바너 레이 초드허리